# Argentina recognita
Argentina recognita är en rosväxtart som beskrevs av Soják. Argentina recognita ingår i släktet gåsörter, och familjen rosväxter. Inga underarter finns listade i Catalogue of Life.